# 脇野智和
脇野 智和（わきの ともかず、1976年12月1日 - ）は、日本のアーチェリー選手。ドーハで開催された2006年アジア競技大会で銀メダルを獲得している。自衛隊体育学校所属。